# José Villegas Cordero

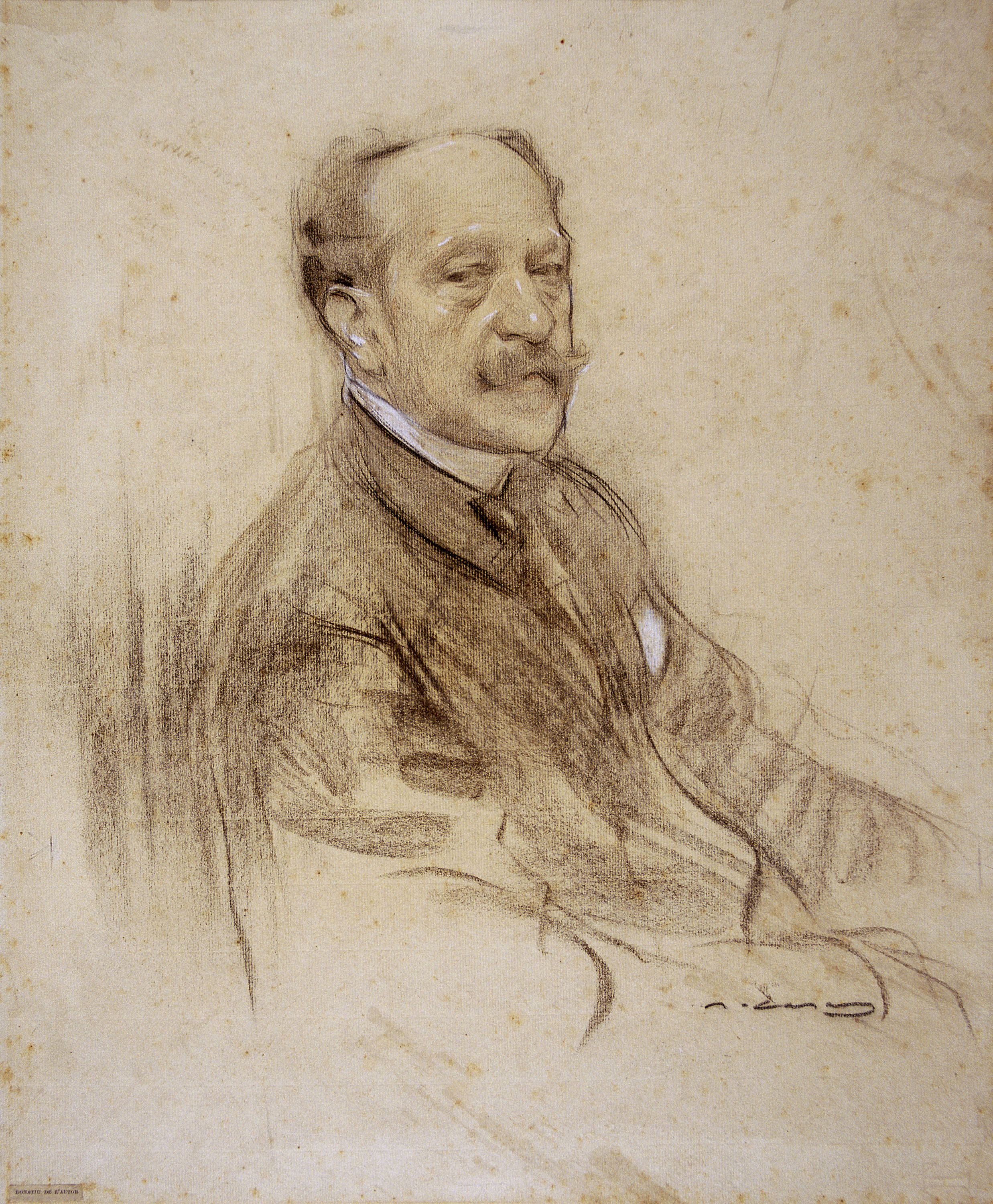
José Villegas vist per Ramon Casas (MNAC).

José Villegas Cordero (Sevilla, 1844 - Madrid, 1921) fou un pintor espanyol.
Inicia els estudis de molt jove amb José María Romero, amb qui roman dos anys fins a ingressar a l'escola de belles arts de Sevilla, on el seu mestre fou Eduardo Cano.
El 1860, amb només 16 anys, ven a la Exposición Sevillana la seva obra Pequeña filosofía per 2000 rals.
El 1867 viatja a Madrid, on entra a l'estudi de Federico Madrazo. Hi estableix amistat amb els pintors Rosales i Fortuny.
Acudeix amb assiduïtat al Prado on copia a Velazquez, del que adquireix per sa tècnica la espontanietat i l'ús del color.
Finalment, i per admiració de la pintura orientalista de Fortuny, torna a Sevilla i organitza una excursió al Marroc.
A finals de 1868 decideix viatjar a Roma acompanyat pels pintors Rafael Peralta i Luis Jiménez Aranda, on acaba entrant al taller de Rosales.
Ses primeres obres a la Ciutat Eterna tenen un tint costumbrista, que resulta, a més, un tema molt reclamat pel públic. Mostra d'això són ses obres Retreta improvisada, Toreros en la capilla de la plaza (1871) i El descanso de la cuadrilla (1873) entre d'altres.
També li foren reclamats temes orientalistes, que Villegas pogué realitzar amb gran mestria gràcies als esboços que havia atresorat al Marroc, així com certes obres de "pintura de gènere".